# Brian Setzer

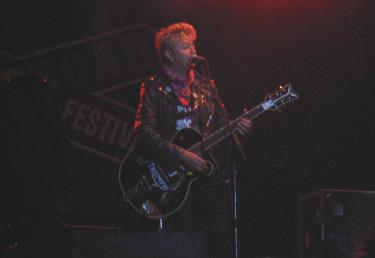
Brian Setzer in 2004

Brian Setzer (10 april, 1959) is een Amerikaanse gitarist, zanger en componist, geboren in Long Island, New York. Hij is zanger van de Stray Cats en van The Brian Setzer Orchestra.

## Discografie

### Albums met de Stray Cats
| Album met eventuele hitnotering(en) in de Nederlandse Album Top 100 | Datum van verschijnen | Datum van binnenkomst | Hoogste positie | Aantal weken | Opmerkingen |
| ------------------------------------------------------------------- | --------------------- | --------------------- | --------------- | ------------ | ----------- |
| Stray Cats                                                          | 1981                  | 07-03-1981            | 4               | 20           | Arista      |
| Gonna Ball                                                          | 1981                  | 28-11-1981            | 43              | 3            | Arista      |
| Built for Speed                                                     | 1982                  | -                     |                 |              | BMG         |
| Rant N' Rave With the Stray Cats                                    | 1983                  | 03-09-1983            | 30              | 5            | EMI         |
| Rock Therapy                                                        | 1986                  | -                     |                 |              | EMI         |
| Blast Off                                                           | 1989                  | -                     |                 |              | EMI         |
| Tear it Up (live)                                                   | 1993                  | -                     |                 |              | Rre         |
| Live                                                                | 1994                  | -                     |                 |              | Receiver    |
| Choo Choo Hot Fish                                                  | 1994                  | -                     |                 |              | JRS         |
| Something Else (Live)                                               | 1995                  | -                     |                 |              | Receiver    |
| Lonesome Tears                                                      | 2003                  | -                     |                 |              | Akarma      |
| Live in Amsterdam, 14th July , 2004                                 | 2004                  | -                     |                 |              | Surfdog     |
| Live in Berlin: 12th July, 2004                                     | 2004                  | -                     |                 |              | Surfdog     |
| Live in Brussels July 6 2004                                        | 2004                  | -                     |                 |              | Surfdog     |
| Live in Hamburg: 13th July, 2004                                    | 2004                  | -                     |                 |              | Surfdog     |
| Live in Helsinki 9th July, 2004                                     | 2004                  | -                     |                 |              | Surfdog     |
| Live in Manchester July 16 2004                                     | 2004                  | -                     |                 |              | Surfdog     |
| Live in Paris, July 5th July,                                       | 2004                  | -                     |                 |              | Surfdog     |
| Live in Turku: 10th July, 2004                                      | 2004                  | -                     |                 |              | Surfdog     |
| Live in Barcelona 22nd July, 2004                                   | 2004                  | -                     |                 |              | Surfdog     |
| Live in Bonn: 29th July, 2004                                       | 2004                  | -                     |                 |              | Surfdog     |
| Live in Gijon: 24th July, 2004                                      | 2004                  | -                     |                 |              | Surfdog     |
| Live in Holland: 30th July, 2004                                    | 2004                  | -                     |                 |              | Surfdog     |
| Live in London, 18th July, 2004                                     | 2004                  | -                     |                 |              | Surfdog     |
| Live in London, July 17 Surfdog                                     | 2004                  | -                     |                 |              | Surfdog     |
| Live in Luzern: 27th July, 2004                                     | 2004                  | -                     |                 |              | Surfdog     |
| Live in Lyon: 26th July, 2004                                       | 2004                  | -                     |                 |              | Surfdog     |
| Live in Munich, July 20                                             | 2004                  | -                     |                 |              | Surfdog     |
| Rumble in Brixton                                                   | 2004                  | -                     |                 |              | Surfdog     |
| Live and in Studio                                                  | 2005                  | -                     |                 |              | Legacy      |
| The Best of Stray Cats: Live                                        | 2005                  | -                     |                 |              | St. Clair   |

### Albums, solo en met The Brian Setzer Orchestra
| Album met eventuele hitnotering(en) in de Nederlandse Album Top 100 | Datum van verschijnen | Datum van binnenkomst | Hoogste positie | Aantal weken | Opmerkingen         |
| ------------------------------------------------------------------- | --------------------- | --------------------- | --------------- | ------------ | ------------------- |
| The Knife Feels                                                     | 1986                  | -                     |                 |              | Razor & Tie         |
| Live Nude Guitars                                                   | 1988                  | -                     |                 |              | EMI                 |
| The Brian Setzer Orchestra                                          | 1994                  | -                     |                 |              | Hollywood           |
| Guitar Slinger                                                      | 1996                  | -                     |                 |              | Interscope          |
| The Dirty Boogie                                                    | 1998                  | 20-03-1999            | 34              | 13           | Interscope          |
| Rockin' by Myself                                                   | 1998                  | -                     |                 |              | Import              |
| Vavoom!                                                             | 2000                  | 19-08-2000            | 83              | 3            | Interscope          |
| Ignition!                                                           | 2001                  | -                     |                 |              | Hollywood/Surfdog   |
| Jumpin' East of Java: Live in Japan                                 | 2001                  | -                     |                 |              | Toy's Factory       |
| Christmas Album                                                     | 2002                  | -                     |                 |              | Japanse import      |
| Boogie Woogie Christmas                                             | 2002                  | -                     |                 |              | Surfdog             |
| Nitro Burnin' Funny Daddy [Bonus CD]                                | 2003                  | -                     |                 |              | Surfdog             |
| Very Best of the BSO Live                                           | 2004                  | -                     |                 |              | Toy's Factory Japan |
| Rockabilly Riot, Vol. 1 A Tribute to Sun Records                    | 2005                  | -                     |                 |              | Surfdog             |
| Dig That Crazy Christmas                                            | 2005                  | -                     |                 |              | Surfdog             |
| 13                                                                  | 2007                  | -                     |                 |              | Surfdog             |
| Wolfgangs Big Night Out                                             | 2007                  | -                     |                 |              | Surfdog             |
| Songs from: Lonely Avenue                                           | 2009                  | -                     |                 |              | Surfdog             |

### Dvd's
| Dvd's met hitnoteringen in de Nederlandse Music Top 30 | Datum van verschijnen | Datum van binnenkomst | Hoogste positie | Aantal weken | Opmerkingen |
| ------------------------------------------------------ | --------------------- | --------------------- | --------------- | ------------ | ----------- |
| Rockabilly Riot! Osaka Rocka! - Live in Japan 2016     | 2016                  | 12-11-2016            | 16              | 4            |             |